# Superkupa Shqiptar 2019
La Superkupa Shqiptar 2019 è stata la 26ª edizione della competizione disputata il 18 agosto 2019 allo stadio Stadiumi Selman Stërmasi di Tirana, in Albania. La sfida è stata disputata tra il Partizani Tirana, vincitore della Kategoria Superiore 2018-2019 ed il Kukësi detentore della Kupa e Shqipërisë 2018-2019. La squadra campione in carica era lo Skënderbeu. Il Partizani Tirana ha conquistato il trofeo per la seconda volta nella sua storia.

## Partecipanti
| Squadre          | Qualificazione                                | Partecipazioni precedenti (il grassetto indica la vittoria) |
| ---------------- | --------------------------------------------- | ----------------------------------------------------------- |
| Partizani Tirana | Vincitore della Kategoria Superiore 2018-2019 | 2 (1991, 2004)                                              |
| Kukësi           | Vincitrice della Kupa e Shqipërisë 2018-2019  | 2 (2016, 2017)                                              |

## Tabellino
| Arbitro: | Koçi (Valona) |

|                             |           |                |
| Mala 6’ Brown 88’, 95’, 99’ | Marcatori | 39’, 57’ Musta |

|                 |    |                    |      |     |
|                 |    |                    |      |     |
| P               | 12 | Alban Hoxha (C)    |      |     |
| D               | 33 | Eneo Bitri         |      |     |
| D               | 5  | Deian Boldor       |      |     |
| D               | 2  | Egzon Belica       |      |     |
| C               | 26 | William Cordeiro   |      |     |
| C               | 17 | Bruno Telushi      | 35’  | 86’ |
| C               | 4  | Ron Broja          | 44’  | 64’ |
| C               | 19 | Lorenc Trashi      |      |     |
| A               | 20 | Esat Mala          | 32’  |     |
| A               | 10 | Jasir Asani        |      |     |
| A               | 9  | Theophilus Solomon |      | 89’ |
| A disposizione: |    |                    |      |     |
| P               | 77 | Aldo Teqja         |      |     |
| D               | 23 | Esin Hakaj         |      |     |
| C               | 8  | Aristóteles Romero |      |     |
| C               | 14 | Besnik Ferati      |      |     |
| C               | 38 | Kristi Kote        |      | 89’ |
| A               | 11 | Jurgen Bardhi      |      |     |
| A               | 7  | Eraldo Çinari      | 113’ | 64’ |
| A               | 99 | Brian Brown        |      |     |
| A               | 66 | Joseph Ekuban      |      | 86’ |
| Allenatore:     |    |                    |      |     |
| Franco Lerda    |    |                    |      |     |

|                 |    |                     |       |         |
|                 |    |                     |       |         |
| P               | 90 | Ilir Avdyli         |       |         |
| D               | 24 | Edis Maliki         |       |         |
| D               | 21 | Olsi Teqja          |       |         |
| D               | 15 | Blerim Kotobelli    |       |         |
| C               | 10 | Eduart Rroca        | 26’   |         |
| C               | 8  | Vesel Limaj         |       | 86’     |
| C               | 23 | Besar Musolli       | 44’   | 64’ (C) |
| C               | 29 | Emiljano Musta      |       |         |
| A               | 7  | Enis Gavazaj        | 90+4’ |         |
| A               | 11 | Valon Etemi         |       |         |
| A               | 9  | Vasil Shkurtaj      |       | 89’     |
| A disposizione: |    |                     |       |         |
| P               | 1  | Dashamir Xhika      |       |         |
| D               | 32 | Bruno Lulaj         |       |         |
| D               | 3  | Tome Kitanovski     |       |         |
| D               | 27 | Fluturim Domi       |       |         |
| C               | 88 | Oumar Camara        |       | 89’     |
| C               | 18 | Toni Selimi         |       |         |
| C               | 20 | Valdrin Hallaçi     |       | 64’     |
| A               | 19 | Mirlind Daku        |       |         |
| A               | 70 | Markovanbasten Çema |       | 86’     |
| Allenatore:     |    |                     |       |         |
| Shpëtim Duro    |    |                     |       |         |